# Собор Рождества Пресвятой Богородицы (Можайск)
Собор Рождества Пресвятой Богородицы — храм Русской православной церкви в городе Можайске Московской области.
Храм входит в состав Лужецкого Ферапонтова монастыря, подчиняется благочинному монастырей.
Адрес: Московская область, город Можайск, улица Герасимова, 1.

## История
Собор Рождества Пресвятой Богородицы был возведён в первой половине XVI века. Его возводили по указанию и под присмотром преподобного Ферапонта. Простояв около ста лет, этот храм Лужецкого монастыря сгорел.
Нет единого мнения, когда было создано настоящее здание собора. По одной из версий, он был построен в начале 1520-х годов, по другой версии, предполагают, что собор был заложен в 1544 году, а окончен в 1547 году. Но ряд исследователей убеждены в том, что собор Рождества Пресвятой Богородицы строился при настоятельстве митрополита Макария (в 1523—1526 годах).

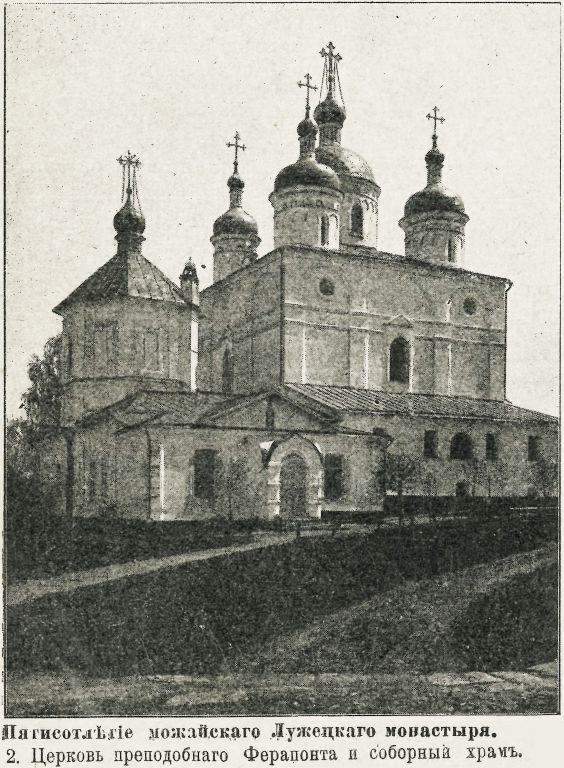
Собор Рождества Пресвятой Богородицы до 1917 года

Архитектурно здание собора представляет собой пятикупольный четырёхстолпный храм, поднятый на высокий подклет. Сложено оно из кирпича и имеет три алтарные апсиды. Долгое время купола были покрыты деревянной чешуёй, затем — листовым железом. Кресты на главках были позолочены. После революции 1917 года собор пережил трудные времена — организации, расположившиеся на территории монастыря, приспособили здания под свои нужды, не считаясь с их историко-художественной ценностью. В начале Великой Отечественной войны, в 1941 году, в Лужецком монастыре, захваченном фашистами, был лагерь для советских военнопленных. Во время боёв за Можайск в январе 1942 года собор получил повреждения. После того как немецкие войска были отброшены от Москвы, лагерь здесь устроил НКВД.
Только в 1961 году началась реставрация монастырских памятников. Был освобождён основной объём здания собора от позднейших пристроек, разобраны заложенные проёмы древних окон. Во время реставрационных работ были открыты фрагменты фресок XVI века, когда-то украшавших собор. В 1994 году монастырь был возвращён Русской православной церкви, и 23 октября состоялось первое после перерыва архиерейское богослужение. 26 мая 1999 года по благословению митрополита Крутицкого и Коломенского Ювеналия состоялось обретение мощей преподобного Ферапонта, которые в настоящее время покоятся в соборе Рождества Пресвятой Богородицы. В апреле 2015 года на колокольне был установлен новый колокол весом более 2,5 тонны. В августе того же года после реконструкции состоялось открытие колокольни, под которой находится усыпальница рода Савёловых.